# Jutta Sauer
Jutta Sauer (nata Pelz; Pomerania, 19 marzo 1944) è una scrittrice e editrice tedesca.
Al 2024 è membro  della giuria d'onore del Premio per la pace Erich Maria Remarque.

## Biografia
Nativa di Schönlanke, Jutta Sauer è cresciuta come rifugiata nel parco del castello del barone Knigge a Leveste. Ha poi frequentato il ginnasio e un istituto commerciale. Ha collaborato per varie aziende a Wuppertal, Monaco di Baviera e Osnabrück. Ha studiato letteratura, arte e filosofia all'Università di Osnabrück, laureandosi con un Magister artium. In seguito, è stata docente di studi letterari applicati all'Università di Osnabrück. Ha lavorato anche in qualità di giornalista culturale e docente di letteratura.
A partire da una sua idea, nel 1991 è stato fondato a Osnabrück il Literaturbüro Westniedersachsen (Ufficio della Letteratura della Bassa Sassonia Occidentale). Dal 1991 al 2009 è stata direttrice e amministratore delegato del Premio per la pace Erich Maria Remarque. È stata anche membro onorario di alcune organizzazioni letterarie, tra cui vicepresidente del consiglio federale dell'Associazione degli scrittori tedeschi (dal 1997 al 2001) e, dal 2000 al 2004, presidente del Consiglio letterario della Bassa Sassonia.
Svolge la professione di scrittrice freelance a Osnabrück ed è membro del PEN-Zentrums Deutschland. Nel 2006 è stata nominata membro della giuria del Premio per la pace Erich Maria Remarque. Dal 2016 è coordinatrice dell'Associazione degli sponsor e degli amici del PEN.

## Attività
Jutta Sauer ha pubblicato poesie, prosa e saggi in forma di libro, ma anche all'interno di riviste e antologie (edite dalla Suhrkamp, Eichborn, Goldmann, S. Fischer, Wallstein, Wiener Frauenverlag), e ha presenziato in servizi radiofonici (Schweizer Radio DRS, Radio Bremen). È stata redattrice della rivista culturale ANSCHLÄGE e dei documentari dedicati al Premio per la pace Erich Maria Remarque nel periodo compreso tra il 1991 e il 2009.

## Premi e onorificenze
- 1986: Premio Joachim Ringelnatz della città di Cuxhaven;
- 1988: Nomina per il Festival internazionale di poesia di Struga in Jugoslavia;
- 1992: Borsa di studio per artisti della Bassa Sassonia (ora: Premio Nicolas Born)
- 1994: Nomina per il progetto internazionale sul Mar Nero "Le onde del Mar Nero";
- 1996: Borsa di studio Casa Baldi dell'Accademia Tedesca Villa Massimo a Roma;

°1998: Borsa di studio per viaggi all'estero del Ministero Federale degli Affari Esteri (Italia).

## Opere
- Abgeschminkt, Gedichte. Frankfurt am Main 1982, ISBN 3-88323-378-1.
- Walpurgiszeiten, Gedichte. Göttingen 1988, ISBN 3-921860-32-6.
- Du sollst dir kein Bildnis machen. Die Frauenbilder des Max Frisch, Feature. Bern/ Bremen 1988/1989.
- Wichtig ist nur die Reise zu sich selbst. Bleistiftnotizen einer literarischen Reise, Feature. Radio DRS, 1990.
- „Etwas zwischen Männern und Frauen“. Die Sehnsucht der Marieluise Fleißer, PapyRossa, Köln 1991, ISBN 3-89438-027-6.
- als Hrsg.: Nachdenken über Felix Nussbaum, Texte zu Bildern, Bramsche 1994, ISBN 3-930595-07-9.
- Leveste, in: Mathias Mertens (Hrsg.): Peine, Paris, Pattensen. Literarische Erhebungen im flachen Land, Göttingen 2006, ISBN 978-3-8353-0085-9.
- als Hrsg.: Menschen und Masken. Literarische Begegnungen mit dem Maler Felix Nussbaum, Springe 2016, ISBN 978-3-86674-525-4.
- Italienischer Frühling, Roman. Hamburg 2019, Hardcover ISBN 978-3-7482-2881-3.
- „Wie nur ein Haifisch trösten kann“ : Ilse Aichinger. Ein Porträt, Berlin 2021, Hardcover ISBN 978-3-949302-02-2